# 53.º distrito congresional de California
El 53.º distrito congresional es un distrito congresional que elige a un Representante para la Cámara de Representantes de los Estados Unidos por el estado de California.  Según la Oficina del Censo, en 2011 el distrito tenía una población de 645 396 habitantes. Actualmente el distrito está representado por la Demócrata Susan Davis.

## Demografía
Según la Oficina del Censo de los Estados Unidos, en 2011 había 645 396 personas residiendo en el 53.º distrito congresional. De los 645 396 habitantes, el distrito estaba compuesto por 483 217 (74.9%) blancos; de esos, 461 116 (71.4%) eran blancos no latinos o hispanos. Además 43 086 (6.7%) eran afroamericanos o negros, 4 596 (0.7%) eran nativos de Alaska o amerindios, 63 882 (9.9%) eran asiáticos, 1 736 (0.3%) eran nativos de Hawái o isleños del Pacífico, 45 071 (7%) eran de otras razas y 25 909 (4%) pertenecían a dos o más razas. Del total de la población 202 789 (31.4%) eran hispanos o latinos de cualquier raza; 181 707 (28.2%) eran de ascendencia mexicana, 3 832 (0.6%) puertorriqueña y 913 (0.1%) cubana. Además del inglés, 3 249 (24.2%) personas mayor a cinco años de edad hablaban español perfectamente.
El número total de hogares en el distrito era de 257 203 y el 46.5% eran familias en la cual el 21.2 tenían menores de 18 años de edad viviendo con ellos. De todas las familias viviendo en el distrito, solamente el 31.9% eran matrimonios. Del total de hogares en el distrito, el 6.8 eran parejas que no estaban casadas, mientras que el 1.6% eran parejas del mismo sexo. El promedio de personas por hogar era de 2.34. 
En 2011 los ingresos medios por hogar en el distrito congresional eran de US$50 736, y los ingresos medios por familia eran de US$80 681. Los hogares que no formaban una familia tenían unos ingresos de US$134 229. El salario promedio de tiempo completo para los hombres era de US$46 458 frente a los US$40 376 para las mujeres. La renta per cápita para el distrito era de US$28 376. Alrededor del 15.9% de la población estaban por debajo del umbral de pobreza.